# Kraftwerk Chita Daini
Das Kraftwerk Chita Daini (jap. 知多第二火力発電所, Chita daini karyoku hatsudensho, dt. „Wärmekraftwerk Chita II“) ist ein Gaskraftwerk in Japan, das an der Ostseite der Ise-Bucht auf einer Meeresaufschüttung in Chita (Präfektur Aichi) gelegen ist. Mit einer installierten Leistung von 1.708 MW liegt es an sechster Stelle der mit fossilen Brennstoffen befeuerten Kraftwerke des Stromversorgers Chūbu Denryoku. Es befindet sich etwa drei Kilometer nordöstlich des Kraftwerks Chita.

## Kraftwerksblöcke
Das Kraftwerk besteht aus zwei Blöcken mit jeweils maximal 854 MW Leistung. Die Dampfturbinen gingen 1983 bzw. 1984 in Betrieb. Bei den Blöcken wurde 1994 bzw. 1996 ein Repowering durchgeführt, indem jeweils eine Gasturbine installiert wurde, deren Abwärme für die Dampfturbine des jeweiligen Blocks verwendet wird. Die folgende Tabelle gibt einen Überblick:
| Block | Maschine | Max. Leistung (MW) | Betriebsbeginn | Turbine | Generator | Dampfkessel | Typ               |
| ----- | -------- | ------------------ | -------------- | ------- | --------- | ----------- | ----------------- |
| 1     | 1        | 700                | 09.1983        | Toshiba |           |             | Dampfturbine (DT) |
|       | 2        | 154                | 09.1994        | Hitachi |           | Hitachi     | Gasturbine (GT)   |
| 2     | 1        | 700                | 1984           | Toshiba |           |             | DT                |
|       | 2        | 154                | 07.1996        | Toshiba |           | IHI         | GT                |

## Brennstoff
Die beiden Blöcke des Kraftwerks verwenden LNG als Brennstoff. Rund um die Ise-Bucht liegen weitere Kraftwerke von Chubu (Chita, Kawagoe, Shin-Nagoya und Yokkaichi), die LNG als Brennstoff verwenden.